# Tambach-Dietharz
Tambach-Dietharz är en stad i Thüringen i Tyskland.